# 王立強事件
王立強事件或称王立强案、王立强共谍案、王立強投誠案，是2019年11月下旬一件事涉兩岸三地及澳大利亚的跨國政治事件，由於事件揭露時間臨近2020年中華民國總統選舉之際，加上王立強指控總統候選人韓國瑜受到北京控制，因此事件引发台海兩岸舆论关切。
王立強自稱是中華人民共和國的前間諜，他于2019年4月23日持旅游簽證进入澳洲後向澳洲安全情報組織自首，並在當地尋求政治庇護，其後他接受澳洲第九頻道節目《60分鐘》專訪時，声称自己服务于“中國國防總參謀部”的特工，參與了北京政府干預香港和台灣的事務。事件立即引起澳洲及台海两岸等多方關注。中方指王立強的指控是荒謬的，並指他於2016年被控詐騙罪後在逃，中華人民共和國外交部發言人耿爽同時批評澳洲媒體「極盡對中國造謠抹黑」，中華民國總統蔡英文則出言批評「中國介入台灣選舉意圖非常明顯」。 不過，王立強的說法及自稱的間諜身分也受到除中方外的多方懷疑。
2023年1月，澳大利亞法庭裁定他犯下嚴重欺詐罪後，他的政治庇护簽證申請已被拒絕。法庭還對王立強聲稱的前間諜身份表示強烈懷疑，並質疑鑑於他過去的欺詐活動，無法相信他的說法。
2023年8月，台灣檢調經過近四年調查後，查無任何證據支持王立強所聲稱的“在台間諜網絡”，而王立強先前所指控向心及龔青是中共間諜一事，相關等人不起訴確定。另以洗錢罪起訴後也無罪確定。

## 个人身分
王立强（英語：William, Wang Liqiang，1993年4月18日生），出生于福建省南平市光泽县，出身于中产家庭，父亲是中国共产党党员。他曾进入安徽财经大学学习油画。妻子方某于2012年开始在澳大利亚读书。蔡正元指王立强与她结婚时间在2017年。妻子以学生身分留居澳大利亚。两人有一个2017年后出生的孩子。
上海市公安局静安分局在11月23日的情况通报中则指，王立强为涉案在逃人员，及无业人士。他曾在2016年10月因诈骗罪被告福建省光泽县人民法院判处一年三个月有期徒刑，缓刑一年零六个月。王立强被指于2019年2月再度诈骗束某460余万元人民币。4月10日，王立强前往香港。4月19日，静安分局对王立强所涉诈骗案立案侦查。
根據2020年1月9日中國國民黨召開的記者會上公佈的王立強前老闆陸趙亮在2019年11月底錄製的錄音檔稱，王立強曾在上海由陸趙亮開設的公司任職。王立強是陸趙亮妻子同鄉。2016年陸回妻子家鄉時，在飯局上認識了王立強，並邀請剛大學畢業的王立強來上海在陸開設的公司擔任司機。之後王也因此結識老向。陸王向三人曾在香港見面。陸在錄音檔裡又說王立強過去在光澤縣就有詐欺經歷，來到陸的公司後繼續欺詐公司財產，陸發現後就要王寫下悔過書、扣押證件等。王甚至還把家裡的名車變賣掉。王立強在2019年4月時，遭控詐欺460萬人民幣，並於4月19日立案，但王在5月即前往澳洲，與在澳洲的妻子、孩子团聚。而在2019年11月24日，陸接到刑警的電話，詢問是否認識王立強，並要求到辦公室做筆錄、拍攝。

## 自述间谍经历
根据王立强在2019年11月的自述，他服务于“中国国防总参谋部”，但具体部门、个人职务、军衔，是否是中国共产党党员均不得而知。2014年时，他迁至香港，因“一名高級大學人員建議”进入中國創新投資工作，开始间谍生涯。他指中國創新投資的主席和首席执行官向心，是总参谋部港台地区情报负责人。2015年，王立强通过向心的妻子龚青，获得向心的信任，于是成为总参谋部在香港、台湾情报活动的核心成员。2016年1月，总参谋部被撤销，其机构改组为中央军委联合参谋部等七个部门。相关报道未提及向心和王立强在此后服务于哪一个情报机构。2019年4月23日，王立强进入澳大利亚探望妻儿。5月底，王立强接到中国大陸當局“派发”的包括两本假护照在内的一组文件，委派他干预2020年中華民國總統選舉。王立强由此决定“变节”，向澳洲安全情報組織“投诚”，寻求澳大利亚政府保护。
11月23日，王立强接受澳洲多家媒体联访，自稱為中共间谍。采访中，王立强表示他负责中华人民共和国政府及解放军在香港的情报活動，曾使用偽造身份、持大韓民國護照等到台湾活动。聲稱參與策劃香港銅鑼灣書店事件綁架李波，滲透香港大專院校，以及在台湾耗费数十亿人民币，成功影響2018年中華民國九合一选举，帮助中國國民黨勝選，更企图影响2020年中華民國總統選舉。

### 香港活動
王立强表示，香港的大專院校是香港情報網主要活動範圍之一，他所屬的機構「滲透到所有大學，包括學生會及其他學生組織」。他曾負責用獎學金、旅遊津貼、校友組織及教育基金，招募大陸學生。中共會讓一些學生加入學生組織，讓他們假裝支持香港獨立；他們則取得支持獨立的社運人士資料，並公開他們個人以至家族成員的背景。
另外，王又提到自己參與策劃綁架銅鑼灣書店經營者李波，以及進行針對香港異見者的網路攻擊。他表示，中共綁架李波，是因為書店售賣令中共不快的書，當中包括《習近平和他的六個女人》。
另外，王亦指一家亞洲電視台高層身兼軍方要職，而受中共控制的香港媒體每年會獲5千萬人民幣資助。

### 台灣活動
澳洲媒體引述王立強指，一個名為龔青（中國創新投資董事會主席兼行政总裁向心之妻）的女子直接負責在台灣操縱台灣選舉的工作，以期帮助韩国瑜在2020年当选，最终由中共统治台湾。王称其攻击台湾选举的操作包括：资助网络公司，在2018年通过建立多达20多萬個網路帳號和成立粉丝团攻击民进党；组织学生和观光团统战学校及庙宇；从海外捐款至少2,000万人民币给韩国瑜。王另称其投资了中天、中視、東森、TVBS 等台湾媒体15亿人民币以上，中時旺旺是其主要盟友，但被指出有私下聯繫民進黨邱義仁，疑似這些指控是收錢辦事。

### 澳洲活動
澳洲媒体在11月23日公开报道中共間諜王立強，恰逢澳洲媒体在2019年底开始集中报道中國大陸當局滲透澳洲議會事件。

## 各方回應

### 澳洲
澳洲總理斯科特·莫里森認為王立強的指稱「令人十分不安」。 2019年11月24日，澳洲安全情報組織發表聲明，證實其正「嚴肅對待」王的指證，但未就案情細節置評。
澳洲工黨領導人安東尼·阿爾巴尼西說王立強的變節「必須嚴正對待」。 澳洲自由黨議員安德魯·哈斯提將王稱為「民主的朋友」。兩人均呼籲政府批准王立強的政治庇護申請。
11月25日，調查此事的政治分析員Alex Joske在《悉尼晨鋒報》上發表文章，認為中國大陸官方近日的聲明存在諸多疑點，例如王立強今年曾取得中國大陸警方的無犯罪紀錄證明書以辦理澳洲旅遊簽證、且在網上搜尋不到任何關於他涉嫌犯案的資訊。文章承認王聲稱的經歷不一定完全屬實，但仍有不少細節禁得起驗證。認為「我們可能永遠難以瞭解完全的事實」。
11月29日，《澳洲人報》和天空新聞台引述「多名情報機關高級消息人士」認為，王的指稱「非常可疑」。根據情報機關周二向莫里森政府內閣國家安全委員會提供的建議，王可能（最多）只是從事低階工作，對澳大利亞的情報工作沒有多大用處。30日，澳洲《每日电讯报》報導此消息時更以「中国间谍的滑稽剧」（China Spy Farce）为标题，认为王立强頂多從事低階的情報工作，而非高階的情報官員。
澳洲政治分析員周安瀾（Alex Joske），說事件曝光後雖引發外界種種質疑，但他越來越相信王立強絕對是中共間諜，而他的上司向心也絕對是過往中共腐敗間諜系統的一員。

### 中國大陸
11月23日，國務院臺灣事務辦公室發言人馬曉光受訪時稱「大陸方面從不介入台灣選舉，相關報導完全是無稽之談」，更質疑誰在這個時候炮製如此的訊息，誰才是意圖干涉台灣的選舉，用以謀取不正當的選舉利益，「相信廣大台灣同胞對此看得很清楚」。
上海市公安局靜安分局在11月23日指，媒體報導的王立強真實姓名即王立强，在2016年就涉及詐騙罪被判刑，2019年因虛構進口汽車投資項目再次涉嫌诈骗，案发后在逃，其持有的中华人民共和国护照和香港永久居民身份證均為偽造證件。
11月27日，一篇來自中共官媒環球網的報導公佈了其記者從福建省南平市光澤縣人民法院獲得的一份庭審視頻，称是王立强因涉嫌詐騙罪在該法院接受審判的庭審視頻。視頻中，王立强说自己是本科在读的学生，住光泽县，稱自己“法律意識淡薄”，對於其詐騙12萬元人民幣的事實供認不諱，“希望法院從輕處理”，最終被判處有期徒刑一年三個月，緩刑一年六個月。
在11月27日國務院臺灣事務辦公室的例行新闻发布会上，发言人朱凤莲回答台湾记者关于王立强事件的提问时，称王立强是“骗子变间谍”，是“反华势力炮制的荒诞不经、漏洞百出的‘剧本’。民进党当局和诈骗犯绑在一起，大肆进行政治操作，其意图是制造所谓‘大陆介入台湾地区选举’的假象，谋取不正当的选举私利。”

### 香港
中國創新及中國趨勢發表聲明指，兩家公司及中國創新行政總裁向心從未參與任何情報活動，王立強從不是兩家公司的員工，指有關消息內容荒謬，純屬虛構。
銅鑼灣書店股東及員工失蹤事件的當事人之一林榮基在接受《蘋果日報》的訪問中表示，他遭扣押期間接觸過執行及策劃的中央專案組高層人員，但未見過王立強。王所說的銅鑼灣書店行動沒有提及細節，「應該是聽來的！」，並且王提及書店計劃出版中共總書記習近平與女人的書籍，與他了解的事實也有所落差。
《南华早报》也援引《金融时报》的评论，指出王立強的许多情报根本不能自圆其说，采访的内容听起来更像是其从各种新闻听来的小道消息拼凑到一起的新闻剪辑，缺少可以佐证的内容。

### 台灣
台灣的泛綠政黨與泛藍政黨對此事件，有極為不同的解讀。中華民國政府檢調在事件爆光后，也飛赴澳洲和台灣等地立即展开调查。涉事的向心、龚青夫妇被限止出境、出海。台湾方面透过五眼联盟情报交换网了解王立强报告的英文版，而澳洲方面也在向台湾方面查证王立强报告的真实性。
國民黨駁斥王立強對其總統候選人韓國瑜的指控，並認為王立強是詐騙犯，對其言論的散佈要更謹慎。另根據香港媒體立場新聞的報導，王立强指认，在2018年中華民國地方公職人員選舉中，高雄市长竞选者、國民黨籍候選人韓國瑜曾收取中共两千万元人民币的政治献金，从而赢得当年选举。韓國瑜親上火線回應，「不要說兩千萬人民幣，我有拿一塊錢，共產黨的錢，我辭掉高雄市長」，「今年總統大選，我有拿共產黨一塊錢參選中華民國總統，一塊錢就好，我立刻退出總統大選。」
11月24日，澳洲九号电视网新聞調查節目《60分鐘》播出王立強专访，王公開了部分內幕反擊了指控，台灣綠黨看完後認為「王立強」僅為該員化名，中國當局發佈的官方聲明和案底文件均屬造假，但該訪談並未提及「王立強」是化名，而僅說假護照上的「王強」並非他的本名。11月29日，經台灣事實查核中心向相關記者查證確認後，證實「王立強」並非化名。自由亚洲电台有评论认为，中国大陸警方的视频明显经过大幅度剪辑，且图像模糊，声音不清楚，可信度不高。
王立強在24日曝光向心及龚青後，中華民國法務部調查局下属的桃园市调查处于24日晚在桃园国际机场，以行政调查名义拦阻正要出境的向心及龚青，要求二人配合调查。25日凌晨，桃园市调查处送达传唤通知书，将二人带回调查。在调查局国家安全维护处、桃园市调查处完成对二人的讯问后，移送台北地检署复讯，案件移交台北地检署侦办。由此，进入刑事侦查的司法阶段。在25日凌晨，台北地检署完成对向心、龚青的讯问，二人离开台北地检署第五办公室。检察官下令限止二人出境、出海，但可自由活动。相关报道指，二人在讯问中称不认识王立强，否认与事件相关。
中華民國總統蔡英文在事件曝光之後回應說，中國介入台灣選舉的意圖「非常明顯」。據壹週刊報導，11月25日，她指示中華民國國家安全局「立即展開行動」，聯合多個中華民國權責機關調查此事，並派員前往澳洲與當地情報官員接觸。12月4日，總統府發言人張惇涵透過記者會表示蔡總統及總統府從未發表任何有關國安局派員前往澳洲等談話，有關日前有媒體在未查證下指稱國安局派員前往澳洲調查之相關報導，也未得到相關單位證實。本案涉及國際安全事務合作，並為司法機關偵查中案件，呼籲各界無須多為臆測，妄下定論。
中華民國國防部軍事情報局前副局長，翁衍慶，在接受訪問時舉出十點不合理處，表示從王立強接受訪問的內容可以輕易辨別，他根本不是中共諜報人員，而是為了爭取在澳洲居留，因此宣稱自己是政治犯，藉此爭取不被遣返。從訪談中暴露他連謊話都很外行，對中共情報體系以及國際間諜報行規的瞭解非常薄弱，對台灣的資訊大概都是在海外看台灣衛星電視得知的。面對两名前台湾情报系统官員则认为王立強说辞外行，是为了获得澳洲居留身份而在媒体曝光的說法。台湾资深军事记者吴明在台湾的谈话性节目时认为，王立强因为属于外围情报组织，没有办法接触到核心内容，才选择用这种方式曝光。
國民黨義務副秘書長蔡正元透過自身途徑，聯係到王立強過去就讀的安徽财经大学的校友和老師，聲稱王在2015年在畢業前夕欺詐學生的家長，其後在2019年2月王在上海騙了人民幣460萬元，僞造夫妻的假證件於2019年4月逃到香港。

## 相关观点

### 质疑王立强身份真实性
本次事件中，媒体对于王立強的军事间谍身份，以及是否真如其本人自称的负责对港对台的渗透工作，看法较为不一，也认为其疑点颇多。《南華早報》記者鮑爾（John Power）發現王立強所提供的偽造大韓民國護照上，其姓名諺文拼寫「조경미」音似「曹京美」，與英文轉寫「Wang Gang」的發音及字數皆不符，且該韓文姓名一般為女性人名。
前中華民國军情局副局长翁衍慶在接受媒体采访时认为，以自己三十年负责情报机构运作的经验，王立強是因为无法说服澳洲情报部门发放政治庇护，转而诉诸媒体以求留在澳洲。他提出了一些主要的疑点，包括：
1. 王立強自称隶属总参谋部，而总参早在2016年1月就已经被拆分为联合参谋部等部门；
2. 王立強说曾为國防科工委工作，但國防科工委根本不是情报机构；
3. 以二十出头的年纪，最多上尉的军衔，根本无能力担任主导对港对台的工作；
4. 情报员外派工作，为了保密任务单一。而王立強既负责香港，还兼顾渗透台湾，还在澳洲执行任务，违反全世界情报界最基本的工作原则；
5. 情报人员外派只可能携带一本护照，不然被查获岂不证据确凿；
6. 外派人员都应该有最基本的外语能力，王立強既不会粤语也不会英语，显然不具备一个外派间谍最基本的技能；
7. 间谍外派期间，家人留在国内是最基本的情报界常识，而王立強的妻小居然可以在澳洲停留数月；
8. 王立強在接受澳洲媒体采访时的说辞并无新意，基本都是过往媒体揣测的内容，根本就是在转述新闻的内容。

曾任中華民國军情处副处长的陳虎門对媒体表示，以王立強谈话的资历和内容来看，根本在自抬身价。王立强自称在24岁时就参与铜锣湾书店的案件，工作地点遍布台灣、香港和澳大利亚，这在情报界乃是大忌。
中國大陸網媒观察者网评论员王升在其文章中表示，王立强提供的香港身份证号码“Z780239”的起首字母为“Z”，与香港身份证起首字母规则不符。“Z”代表1980年1月1日至1988年12月31日于香港登记出生的人士，另有少部分1979年11月及12月在港出生的婴儿也获得此身份证；王立强1993年出生于福建，明显不符合该条件。
美國中央情報局前分析師馬蒂斯接受媒體訪問時，表示王立強並非中共間諜，也未自稱是共諜，而是自稱「一位前中共軍事情報官員助理」。
上海静安警方在11月23日发布情况通报，指他为无业人员，在2016年因诈骗罪受到刑事处罚，而再度涉嫌诈骗于2019年4月潜逃。11月27日，北京政府官方媒体釋出王在2016年因诈骗10万余元的受審影片，而自由亚洲电台评论认为视频经过大幅剪辑，画面模糊，可信度不高，当日，国台办新闻发言人朱凤莲再次指王立强为“骗子”，否认其中共间谍身份。中国大陸发布诈骗庭审录像後，录像仍受到某些媒体质疑。臺灣中央社认为，录像中王立强的正面特写画面模糊，虽然样貌有几分相像，但真实性仍待辨认。 
2019年11月30日，澳洲媒體指出情治機關於26日已告知內閣，自稱是「投誠間諜」且負責指揮香港銅鑼灣書店綁架事件和介入台灣總統大選的中國籍男子王立強所表述的內容，澳大利亚安全情报组织搜查後是认为王立强可能只是个情报圈的边缘小角色（a bit player on the fringes of the espionage community），其充其量可能只經手過低階情報工作，王立強案與澳洲政治無關，接受它對澳洲毫無價值。

## 后续

### 王立强稱受到蔡正元威脅
2020年1月8日，據澳洲《世紀報》與《雪梨晨鋒報》報道，王立强稱，自己是在圣诞夜收到来自中國国民党副秘书长蔡正元与中国大陸商人孙天群的威胁，要求他收回先前介入香港示威与2018年中華民國地方公職人員選舉的说词，并要改称是自己受到民进党贿赂与指使才說出介入言論。两人威胁若王立强不配合，他将遭遣返回中国，甚至被杀害。澳大利亚联邦警察接到報案後已經展開調查。隨後澳媒轉述澳大利亚联邦警察的說法，称澳方獲報後，并且已经就此展开调查。
1月9日，蔡正元召開記者會公布證據否認威脅王立強的指控。同时，蔡正元出示一系列与王立强相关的文件，用以确证自己的说法。，稍後蔡正元在臉書公布孫天群與王立強的手機對談截圖，孫天群追問王立強為何要對媒體指稱遭受他和蔡正元的威脅，王立強回答，「這些話都不是我對媒體說的，是他們與媒體自導自演，與我沒有關係」。孫天群也公布接受《世紀報》研究員訪談的錄音檔，称自己沒有威逼王立強，並加碼指控指使王立強的人是民進黨前秘書長邱義仁。對此民進黨立委管碧玲與莊瑞雄召開記者會澄清，他們轉述邱的話「這輩子沒有去過澳洲」，但避而不談有無給過王立強錢。

### 向心夫婦遭指涉入共諜案
香港中國創新投資公司負責人向心與龔青夫婦，於2019年11月24日晚間欲出境返回香港。因涉嫌「王立強間諜案」遭調查局偵訊，台北地檢署依《國家安全法》限制2人出境 。
2021年11月12日，關於王力強共諜案，台北地檢署以查無罪證，向心夫婦等人處分不起訴，之後2022年，高檢署認為部分案情有續行偵查必要，發回北檢續查，但北檢二度偵查後，認為罪嫌不足，2023年五月二度不起訴向心夫婦等人。
2021年4月8日，經過五百多天調查後，台北地檢署認定向心、龔青兩人涉嫌違反洗錢防制法，今依法提起公訴。但有媒體認為洗錢跟當初指控的共諜差距相當大，且向心夫妻為香港籍及所謂洗錢地點發生在中國大陸，整起洗錢的指控跟台灣並無太大關係。當初整起所謂共諜案的炒作其真正目的可能是為了某種政治利益服務，查無間諜罪證後勉強加上的洗錢起訴可能是台灣政府為了顏面勉強加上的指控。向心方面也表示台灣檢方邏輯混亂，「豈有共諜將共區資金洗至敵區之理？」。國民黨立委李德維也質疑「辦不出共諜案，只能以洗錢起訴」、「別懷疑！不是共諜，是洗錢」。
2023年1月13日，在澳洲認定王立強涉嚴重詐欺罪並拒絕庇護後，向心夫婦在台灣高等法院上說「一個騙子撒了這麼大的謊言，害我們困在這邊，很不公平。」，並且表示自己雙親生病且病情惡化，希望能盡快回家，當初一行人的三日台灣之旅變成了三年「司法之旅」，生活變一團糟。向心夫婦的律師方伯勳指王立強已遭澳方認定構成重大詐欺犯罪，除了王編造的共諜故事外，無任何證據可證明王說的是真的，王本身是詐欺犯，說法禁不起考驗。
2023年8月，經過近4年調查跟境管後，王立強指控的向心夫婦為共諜一案，台灣高等檢察署駁回北檢再議，向心夫婦等人不起訴確定。另涉洗錢部分，一審台北地院也判決無罪。同年9月6日，二審駁回檢方上訴，維持原判夫婦兩人仍無罪，全案仍可上訴。10月，高檢署依刑事妥速審判法規定未再提上訴，向心夫婦獲無罪確定。

### 澳大利亚拒绝庇护
王立强申请庇护身份后，澳大利亚内政部致信王立强，拒绝其庇护申请，王立强提起上诉。2023年1月，澳大利亞法庭裁定他對在澳洲經商的華人犯下“嚴重欺詐”罪後，他的政治庇护簽證申請已被拒絕。法庭還對王立強聲稱的前間諜身份表示強烈懷疑，並質疑鑑於他過去的欺詐活動，無法相信他的指控。

### 韓國瑜回應
在王被澳大利亚拒絕庇护後，當初被王立強指控受北京金錢援助，而令選情造成衝擊的2020年中華民國總統候選人韓國瑜公開表示，對真相終於水落石出感到欣慰，但他對民進黨及司法單位當初的炒作，及現時對真相的無視感到遺憾，指未有給國民完整的交代，而且傷及人民對司法公正的信任。韓國瑜的競選發言人的王淺秋則暗示全案是有其他人策畫操作。

## 备注
1. 1 2  媒体报道[5]使用的中文名称是“中國國防總參謀部”。但正确的称谓应为中国人民解放军总参谋部。解放军总参谋部已于2016年1月撤销并改组为包括中央军委联合参谋部、中央军委国际军事合作办公室在内的七个部门。因此其稱呼不是官方名稱，未知王立强的具体服务部门，及个人职务、军衔[6]。
2. 1 2  1993年4月18日的出生日期来源于王立强诈骗罪一审刑事判决书，以及环球网公布的视频中王立强的回答。王立強出示的伪造韩国护照标注生日为1990年1月28日。
3. ↑  蔡正元指她的名字是方人玉[19]。相关报道中[5]，仅称她为“Mia”。
4. ↑  相关报道中[20]，王立強前老闆陸趙亮在2019年11月称孩子约为两三岁。
5. ↑  相关报道原文[20]：陸趙亮指當時王立強在2017年時4月時，遭控詐欺460萬（人民幣），但此案4月19日立案，王在5月即前往澳洲。根据上海市公安局静安分局的通报，时间应是在2019年4月。
6. ↑  来自媒体报道内容[5]：王稱……他於2014年遷到香港，替「中國創新」與「中國趨勢」兩家公司服務……他稱，它們都是中國國防總參謀部的中資公司。當王最後發現原來他的工作主要是為共產黨及軍方服務，他並不吃驚……2015年，向心要求他教其妻畫畫。王說﹕「贏得她（龔青）的歡心，是我成為核心成員的關鍵。」其後向心漸漸信任王……王說﹕「其實這公司就是中共最高情報機構直屬的間諜據點與指揮所，向心建立並操作著一個強有力的情報收集團隊與執行團隊，直接在香港與台灣運作。」
7. ↑  民进党当局是中华人民共和国政府使用的政治性用语，指蔡英文领导下的中华民国政府。此类用法，可参见：涉台用语。

## 資料來源
1. 1 2  . Next Magazine TW.   [2019-11-25]. （原始内容存档于2021-06-10） （中文（臺灣））.
2. 1 2 3 4  记者:赖佩璇. . 联合新闻网，来源：联合报. 2019-11-25  [2019-12-02]. （原始内容存档于2021-06-10） （简体中文）.
3. ↑  . 中央社. 2019-11-28  [2020-01-10]. （原始内容存档于2020-01-04）.
4. 1 2  . 聯合新聞網. 2019-12-07  [2019-12-07]. （原始内容存档于2019-12-08）.
5. 1 2 3 4 5 6 7 8  . （原始内容存档于2021-12-09）.
6. 1 2 3  . 新頭殼. 2019-11-25  [2019-11-28]. （原始内容存档于2021-06-10） （中文）.
7. ↑  中時新聞網. . 中時新聞網.   [2023-01-15]. （原始内容存档于2023-01-15） （中文（臺灣））. 全案起自於自稱共諜的王立強，2019年底在澳洲向媒體爆料向心夫婦是共諜，來台發展組織滲透，暗助當時國民黨總統候選人韓國瑜，試圖影響台灣大選，旋即引發台灣社會震撼。時值大選關鍵時刻，總統蔡英文出言批評「中國介入台灣選舉意圖非常明顯」，但澳媒播出王立強專訪當晚，陸方便嚴正駁斥。
8. 1 2 3  許祺安. . 香港01. 2023-01-10  [2023-01-15]. （原始内容存档于2023-07-01） （中文（香港））.
9. ↑  Eftimiades, Nicholas. . Breaking Defense. 6 December 2019  [11 March 2021]. （原始内容存档于2023-01-15）.
10. ↑  . www.theaustralian.com.au. 2019-11-29  [2020-01-12]. （原始内容存档于2021-12-29） （英语）.
11. 1 2  . Daily Telegraph.   [2023-01-09].
12. 1 2  . Daily Telegraph.   [2023-01-09].
13. 1 2  . South China Morning Post. 2023-01-10  [2023-01-12]. （原始内容存档于2023-03-03） （英语）.
14. 1 2  蔣永佑. . 聯合新聞網. 2023-08-17  [2023-08-17]. （原始内容存档于2023-08-17） （中文（臺灣））.
15. ↑  . 中時新聞網.   [2023-01-15]. （原始内容存档于2023-01-15）.
16. ↑  . 蘋果新聞網. 12 November 2021  [2023-01-15]. （原始内容存档于2022-09-03）.
17. 1 2  共諜、洗錢證據不足仍起訴 向心案確定無罪 （页面存档备份，存于），聯合報，2023年10月13日
18. 1 2  李林芝. . 环球网. 2019-11-27  [2019-11-27]. （原始内容存档于2021-06-10）.
19. 1 2 3  黃建豪. . 新頭殼newtalk. 2020-01-09  [2020-01-12]. （原始内容存档于2020-01-11） （繁体中文）.
20. 1 2 3 4  陳曉芙. . 上報. 2020-01-09  [2020-01-12]. （原始内容存档于2020-01-10） （繁体中文）.
21. 1 2  岳弘彬. . 人民网. 2019-11-24  [2019-11-27]. （原始内容存档于2021-06-10）.
22. ↑  夏紫云. . 看中国. 2019-11-23  [2019-11-30]. （原始内容存档于2021-12-29） （中文（简体））.
23. 1 2  . 立場新聞. 2019-11-23. （原始内容存档于2021-07-04） （中文（繁體））.
24. ↑  . （原始内容存档于2021-07-05）.
25. ↑  . （原始内容存档于2021-12-29）.
26. ↑  Galloway, Anthony. . The Age. 2019-11-25  [2019-11-25]. （原始内容存档于2021-06-10） （英语）.
27. ↑  Sakkal, Nick McKenzie, Paul. . The Age. 2019-11-24  [2019-11-25]. （原始内容存档于2021-06-10） （英语）.
28. ↑  McGowan, Michael. . The Guardian. 2019-11-23  [2019-11-25]. ISSN 0261-3077. （原始内容存档于2019-11-23） （英国英语）.
29. ↑  Sakkal, Nick McKenzie, Paul. . The Age. 2019-11-23  [2019-11-25]. （原始内容存档于2021-06-10） （英语）.
30. ↑  Joske, Alex. . The Sydney Morning Herald. 2019-11-24  [2019-11-25]. （原始内容存档于2021-12-09） （英语）.
31. ↑  . Sky News Australia.   [2019-11-29]. （原始内容存档于2021-06-10） （澳大利亚英语）.
32. ↑  Paul Maley. . The Australian.   [2019-11-29]. （原始内容存档于2021-12-29） （澳大利亚英语）.
33. ↑  . Daily Telegraph. 2019-11-29  [2019-12-01]. （原始内容存档于2021-12-29） （英语）.
34. ↑  . Daily Telegraph.   [2019-12-01]. （原始内容存档于2021-12-29）. The Chinese defector sensationally billed as a spy once in control of high-level operations was not considered to be an agent at a level to attract any interest from Australia, according to our security and intelligence agencies.
35. ↑  . 蘋果日報.   [2020-11-20]. （原始内容存档于2021-04-16）.
36. ↑  . www.ettoday.net.   [2019-11-26]. （原始内容存档于2021-06-10） （中文（繁體））.
37. ↑  . 中國裁判文書網. 2016-11-10  [2019-11-27]. （原始内容存档于2021-05-18）.
38. 1 2  记者：石龙洪、李寒芳、于嘉. . 责任编辑：李志强. 新华网. 2019-11-27  [2019-12-02]. （原始内容存档于2021-06-10） （简体中文）.
39. ↑  . 立場新聞. 2019-11-24. （原始内容存档于2021-07-05） （中文（繁體））.
40. ↑  . 蘋果新聞網.   [2019-11-25]. （原始内容存档于2020-06-12） （中文）.
41. ↑  . 《南华早报》.   [2019-11-30]. （原始内容存档于2019-11-30） （英语）.
42. ↑  . © 2019 星岛日报. 2019-11-23. （原始内容存档于2021-12-29） （中文（繁體））.
43. 1 2  . 立場新聞. 2019-11-23  [2019-11-23]. （原始内容存档于2021-07-08） （中文（香港））.
44. ↑  YouTube上的澳洲《60分鐘》：王立強专访
45. ↑  . 自由電子報. 2019-11-25  [2019-11-25]. （原始内容存档于2021-06-10） （中文（臺灣））.
46. ↑  . 自由時報. 2019-11-29  [2019-11-29]. （原始内容存档于2021-06-10） （中文（繁體））.
47. ↑  . 台灣事實查核中心. 2019-11-29  [2019-11-29]. （原始内容存档于2021-06-10） （中文（繁體））.
48. 1 2  . 自由亚洲电台. 2019-11-27  [2019-11-27]. （原始内容存档于2021-10-01）.
49. 1 2  记者:赖佩璇. . 联合新闻网，来源：联合报. 2019-11-25  [2019-12-02]. （原始内容存档于2019-11-29） （繁体中文）.
50. ↑  . RFI - 法国国际广播电台. 2019-11-25  [2019-11-27]. （原始内容存档于2021-05-20） （中文（简体））.
51. ↑  芋傳媒. . 芋傳媒. 2019-12-04  [2019-12-04]. （原始内容存档于2021-06-10）.
52. 1 2  . 聯合新聞網.   [2019-11-25]. （原始内容存档于2021-10-10） （中文（臺灣））.
53. ↑  . 德国之声. 2019-11-28  [2019-11-29]. （原始内容存档于2021-08-19） （中文）.
54. ↑  王寓中. . 聯合新聞網.   [2019-12-04]. （原始内容存档于2019-12-01） （中文（臺灣））.
55. ↑  . ETtoday新闻云. 2019-11-24  [2019-11-29]. （原始内容存档于2021-05-20） （中文）.
56. ↑  . 聯合報. 2019-11-24  [2019-11-28]. （原始内容存档于2021-10-10） （中文）.
57. ↑  . 蘋果新聞網. 2019-11-25  [2019-11-28]. （原始内容存档于2020-06-12） （中文）.
58. ↑  . 察网.   [2019-12-02]. （原始内容存档于2019-12-16）.
59. ↑  許祺安. . 香港01. 2019-12-04  [2019-12-04]. （原始内容存档于2019-12-04） （中文（香港））.
60. ↑  . 中央社. 2019-11-25  [2019-11-30]. （原始内容存档于2021-05-20） （中文）.
61. ↑  PAUL MALEY. . THE AUSTRALIAN. 2019-11-29  [2019-12-30]. （原始内容存档于2021-12-29） （英语）.
62. ↑  周辰陽. . 聯合新聞網. 2019-12-01  [2020-01-02]. （原始内容存档于2019-12-01） （中文（臺灣））.
63. ↑  Nick McKenzie and Alex Joske. . The Sydney Morning Herald. 2020-01-08  [2020-01-10]. （原始内容存档于2020-01-08） （英语）.
64. ↑  . 德國之聲.   [2020-01-10]. （原始内容存档于2020-01-09）.
65. 1 2  .   [2020-01-09]. （原始内容存档于2020-01-09）.
66. ↑  .   [2020-01-09]. （原始内容存档于2020-01-09）.
67. ↑  .   [2020-01-09]. （原始内容存档于2020-01-09）.
68. ↑  . 明報. 2020-01-09  [2020-07-27]. （原始内容存档于2020-07-27）.
69. ↑  張孝義. . 中时电子报. 2020-01-09  [2020-01-12]. （原始内容存档于2020-01-10） （繁体中文）.
70. ↑  黃福其、 趙婉淳. . 中時電子報. 2020-01-10  [2020-08-05]. （原始内容存档于2020-08-05） （中文（臺灣））.
71. ↑  陳彩玲. . 上報. 2020-01-09  [2020-01-12]. （原始内容存档于2020-01-09） （繁体中文）.
72. ↑  林朝億. . 新頭殼newtalk. 2020-01-09  [2020-01-12]. （原始内容存档于2020-01-10） （繁体中文）.
73. ↑  . 中央社.   [2021-04-19]. （原始内容存档于2021-02-22）.
74. ↑  . 聯合報. 2021-04-10  [2021-11-12]. （原始内容存档于2021-11-12） （中文（臺灣））.
75. ↑  . ETtoday新聞雲. 2021-04-10  [2021-11-12]. （原始内容存档于2021-12-09） （中文（臺灣））.
76. ↑  陳志賢. . 中時新聞網. 2023-05-10  [2023-08-16]. （原始内容存档于2023-08-16） （中文（臺灣））.
77. ↑  賴佩璇. . 聯合報 (聯合新聞網). 2021-04-08  [2021-04-11]. （原始内容存档于2021-04-16） （中文（臺灣））.
78. ↑  林保宏. . TVBS新聞網. 2019-11-26  [2023-08-16]. （原始内容存档于2023-08-16） （中文（臺灣））.
79. ↑  . 世界新聞網. 2021-04-10  [2021-04-11]. （原始内容存档于2021-04-16） （中文（臺灣））.
80. ↑  王聖藜. . 聯合報 (聯合新聞網). 2021-04-09  [2021-04-11]. （原始内容存档于2021-04-16） （中文（臺灣））.
81. ↑  . 風傳媒.   [2021-04-19]. （原始内容存档于2021-04-22）.
82. ↑  聯合新聞網. . 聯合新聞網. 20230113T040549Z  [2023-01-18]. （原始内容存档于2023-05-01） （中文（臺灣））.
83. ↑  . 中央社language=zh-Hant-TW. 2023-09-06  [2023-09-09]. （原始内容存档于2023-09-07）.
84. ↑  . 今日悉尼.   [2023-01-08]. （原始内容存档于2023-01-08）.
85. ↑  旺得富理財網. . 旺得富理財網.   [2023-01-18]. （原始内容存档于2023-01-18） （中文（臺灣））.
86. ↑  . 星岛环球网.   [2023-01-18]. （原始内容存档于2023-03-29） （中文（中国大陆））.